# Ezechiel der Tragiker
Ezechiel war ein jüdischer Tragödiendichter. Er lebte im 2. Jahrhundert v. Chr., vermutlich in Alexandrien.
Ezechiel schrieb in griechischer Sprache die Tragödie Exagoge. Darin beschreibt er den Auszug der Israeliten aus Ägypten. Vom Text – in gutem Griechisch verfasste jambische Trimeter – sind jedoch nur noch siebzehn Fragmente vorhanden.
Es handelt sich um die älteste bekannte Dramatisierung eines biblischen Stoffes.

## Textausgaben und Übersetzungen
- Howard Jacobson (Hrsg.): The Exagoge of Ezekiel. Cambridge 1983, ISBN 0-521-24580-X (Edition mit englischer Übersetzung)
- Pierluigi Lanfranchi: L' exagoge d'Ezéchiel le Tragique (= Studia in Veteris Testamenti pseudepigrapha 21). Leiden 2006, ISBN 978-90-04-15063-8 (Edition mit französischer Übersetzung und Kommentar)